# 京義線
京義線（キョンウィせん）は、大韓民国ソウル特別市中区にあるソウル駅から京畿道坡州市にある都羅山駅を結ぶ韓国鉄道公社（KORAIL）の鉄道路線。国土交通部『鉄道距離表』における正式路線名は京義本線。
日本統治時代は現在のソウル特別市中区と朝鮮民主主義人民共和国（北朝鮮）新義州特別行政区（新義州市）とを結ぶ路線だったが、国家の南北分断に伴い路線も分断されており、北朝鮮側の路線は平釜線および平義線となっている。

## 歴史

### 日本から大陸への動脈
1902年、日本が漢城（現ソウル）と開城を結ぶ路線の建設を開始。1905年には日露戦争の物資輸送のために、漢城から清国国境の新義州までを結んだ。この全長499.3kmの路線を、漢城から改称した京城の「京」と新義州の「義」を取って「京義線」と呼称した。
1908年4月には釜山 - 新義州間に急行列車「隆熙号」が運行を開始。1911年11月には安東駅 - 新義州駅間の鴨緑江鉄橋（中朝友好橋）が完成し、南満洲鉄道（満鉄）の安奉線と接続したことによって、1913年からは京義線・満鉄・シベリア鉄道経由で京城からロンドン行の乗車券も発売された。更には、日本の東京などからも京釜線・関釜連絡船を介して連絡乗車券が販売されたという（「国際連絡運輸」も参照）。
当初の京義線は、京城の南の龍山駅を起点とし、現在の龍山線を通って北西へと延びていた。しかし1910年代後半には、龍山駅が手狭になったことと市内から離れていることから、日満間の列車が停まる朝鮮の玄関口となるにふさわしい新たな中央駅を京仁線の中間駅である南大門駅（後の京城駅、現在のソウル駅）の場所に設けることとなった。京義線は南大門駅で京釜線と接続することになり新線建設が進められ、1921年にそれまでの龍山線経由に代わる新村駅経由の現在の本線が開通した。南大門駅は1923年に京城駅と改称され1925年に新駅舎が完成している。
新義州から満洲地方にも鉄道線が延びており、1930年代・1940年代には京釜線・京義線・満鉄線を経由して複数の大陸連絡急行列車が運行され、釜山から満洲国の首都・新京までの「ひかり」・「のぞみ」および釜山から北京までの「大陸」・「興亜」などが設定されていた。

### 線路分断
1945年、第二次世界大戦において日本が敗戦した後、朝鮮半島は北緯38度線を境に南はアメリカ軍、北はソ連軍に占領され、この影響により同年9月11日に京義線は北緯38度線を境に南北に分断される。
ただし当時、開城は38度線より南の韓国側であったため、朝鮮戦争が勃発するまではソウル方面から土城駅（現：開豊駅）（更に土海線（現：白川線）に乗り入れて青丹駅）まで鉄道で行くことができた。しかし、朝鮮戦争勃発により南北の占領地域が激しく変わったため、細かい運行地域は不明であるが、朝鮮戦争の休戦後、韓国側では長らく軍事境界線(DMZ)のおよそ10km手前にある文山（京畿道坡州市）までの運行となった。
韓国側の区間は46kmあまりと短く、沿線に大都市も無かったため、事実上幹線の機能を喪失し、単線化されてローカル線状態となった。一方、北朝鮮側では開城から新義州までを結ぶ路線として運行が行われ、平壌 - 北京を結ぶK27/28次列車のルートとなるなど、幹線の機能を維持した。北朝鮮では平壌以北を平義線、平壌以南を平釜線（京釜線のソウル - 釜山間も含む）と呼ぶ。
ソウルへの人口集中が進み住宅不足が深刻になったことから、軍事境界線に近く開発の手が及んでいなかった京義線沿線にも大規模な住宅開発が行われるようになった。1980年代末にはソウルに隣接する高陽郡の農村地帯に一山新都市というニュータウンの開発計画が発表され、1990年代には開発が本格化し人口は急増。これに合わせ、京義線は広域電鉄化が進められ、2009年には首都圏電鉄京義線が誕生し、2014年には中央線との相互乗り入れが始まり首都圏電鉄京義・中央線となっている。

### 再連結
2000年6月14日に行われた南北首脳会談と同年7月31日に発表された南北長官級会談の共同報道文で、北朝鮮と韓国が分断路線の再連結に合意した。再連結工事は2002年9月18日に着工され、2003年9月17日に行われた北朝鮮と韓国の軍事実務協議により、鉄道・道路の連結事業をめぐり、本線道路の試験運用開始などで合意。2006年5月25日に試運転を行うことになっていたが、24日午前に北朝鮮側の通告により急遽中止された。1年後の2007年5月17日に試運転が行われ、同年12月11日より軍事境界線をはさんで韓国側の都羅山と北朝鮮側の板門の間で、開城工業団地への定期貨物列車の運行が始まった。しかし、貨物列車の運行は、わずか1年で運行休止となった。
京義線の再連結によって南北首脳の外交通路となるほか、海上輸送に代わる交通手段として交易が拡大し、経済的にも大きな期待が寄せられている。
2017年6月に韓国・済州島で開催されたアジアインフラ投資銀行(AIIB)の第2回年次総会で国際会議デビューした韓国の文在寅大統領は分断された京義線鉄道の南北連結事業への投資を演説で呼びかけた。
- 詳細は該当節・京義線・東海線鉄道および道路の連結事業を参照。

## 年表
- 1905年4月28日 - 龍山 - 新義州（現：江岸）間のうち清川江、大寧江の橋梁部分を除き開通して列車の連絡運転開始[5]。この時点では貨客混合列車により軍用品輸送の傍ら一般旅客の輸送も行う形態であった。
- 1906年4月3日 - 清川江、大寧江の橋梁部分が開通して全線開業[5]。
- 1908年4月1日 - 正式に旅客営業開始。釜山 - 新義州間に急行列車「隆熙号」が運行開始[6]。
- 1908年12月16日 - 金村駅が開業。
- 1911年4月15日 - 岑城を金郊（現：金川）へ改称。
- 1911年11月1日 - 開業当時の新義州（現：江岸）を新義州荷扱所へ改称し、新義州（現：新義州青年）駅を現在の新義州青年駅の位置に新たに開業する。同時に新義州（現：新義州青年） - 新義州荷扱所（現：江岸）間（現：江岸線）は本線と分離。新義州（現：新義州青年） - 安東（現：丹東）間の鴨緑江鉄橋（初代中朝友好橋）が完工し、安奉線（南満洲鉄道）と接続。
- 1914年10月1日 - 孟中里駅が開業。
- 1921年7月11日 - 水色 - 南大門（現：ソウル）駅間開通（水色 - 龍山間は後に廃止）。新村駅が開業。
- 1923年7月1日 - 陵谷駅、鳳東駅、礪峴駅、桂洞（現：正方里）駅、石岩駅が開業。
- 1926年10月1日 - 大同江駅が開業[7]。
- 1926年12月1日 - 新鳳山（現：東沙里院）駅が開業。
- 1929年11月16日 - 西平壌駅が開業。
- 1930年12月25日 - 西小門駅、阿峴里駅が開業。
- 1931年12月20日 - 平山（現：太白山城）駅が開業。
- 1933年4月1日 - 釜山から満洲国の奉天までの大陸連絡急行列車「ひかり号」が運行を開始。
- 1934年2月11日 - 間里駅が開業。
- 1934年11月1日 - 釜山 - 新京間「のぞみ号」が運行を開始。
- 1938年7月16日 - 大橋駅、下端駅が開業。
- 1938年9月1日 - 臨津江駅の臨時営業を開始。この駅は京城駅起点51.9km地点にあり、営業期間は1941年3月31日までであった。
- 1938年10月1日 - 南新義州信号場が開業。
- 1939年12月1日 - 文武里（現：文武）駅が開業。
- 1939年11月1日 - 釜山 - 北京間の華北交通株式会社所属の急行列車「興亜号」が運行を開始。
- 1941年5月7日 - 臨津江駅の営業日が同年10月31日まで延長される。
- 1943年5月15日 - 平壌 - 新義州（現：新義州青年）間が複線化。
- 1943年10月16日 - 南新義州信号場を南新義州駅へ昇格し、楊市線（現：平義線塩州 - 南新義州間）との乗換駅となる。
- 1944年3月31日 - 西小門駅、阿峴里駅が廃止。
- 1945年8月25日 - 北緯38度線を境に分断され、土城（現：開豊） - 沙里院（現：沙里院青年）間を封鎖。
- 1953年 - 朝鮮戦争休戦により軍事境界線の西側が南下したため、文山 - 開城間が休止。同時に開城 - 新義州間が北朝鮮の路線となる。
- 1956年5月11日 - 雲井駅が開業。
- 1958年5月1日 - 花田（現：韓国航空大）駅が開業。
- 1963年11月10日 - 加佐信号場を駅へ昇格し、加佐駅が開業。
- 1965年8月21日 - 坡州駅開業。
- 1966年4月26日 - 白馬駅（京畿道）が無配置簡易駅として開業。
- 1967年1月9日 - 谷山駅が開業。
- 1974年5月1日 - 幸州臨時乗降場（現・江梅駅）が開業。
- 1976年4月16日 - 幸州臨時乗降場を江梅駅へ昇格。
- 1996年1月30日 - 大谷駅が開業。当時は一山線（首都圏電鉄3号線）との乗換駅ではなかった。
- 1996年4月1日 - 幸信駅が開業。
- 1998年1月17日 - 月籠駅が開業。坡州駅を文山駅方向に0.8km移転。
- 2000年6月15日 - 南北首脳会談で京義線、東海北部線の接続を推進。
- 2000年7月31日 - 南北閣僚級会談で京義線の接続が合意される。
- 2000年8月14日 - 炭峴駅が開業。
- 2001年9月30日 - 文山 - 臨津江間が開業。
- 2002年4月11日 - 臨津江 - 都羅山間が開業。
- 2002年9月18日 - 都羅山 - 開城間が着工。
- 2002年12月31日 - 都羅山 - 軍事境界線間の工事が完了。
- 2003年6月14日 - 京義線、東海北部線の連結式が行われた。イベントは、韓国と北朝鮮で別々に行われた。
- 2004年4月1日 - ソウル - 幸信間にKTXが運行を開始。
- 2004年10月31日 - 金陵駅、雲泉駅が開業。
- 2007年5月17日 - 文山 - 開城間で列車の試験運行を実施。
- 2007年6月3日 - 加佐駅の線路の路盤が沈下して崩壊し、列車の運行が一時中断された。
- 2008年11月28日 - 文山 - 鳳東間の貨物列車の運行を中断。
- 2009年7月1日 - デジタルメディアシティ駅・楓山駅開業。江梅駅廃止。花田 - 文山間が電化、デジタルメディアシティ - 陵谷間複々線化、陵谷 - 文山間複線化。同時にソウル - 文山で広域電鉄（首都圏電鉄京義線）の運転を開始。大谷駅が一山線（3号線）との乗り換え駅となる。
- 2009年7月6日 - ソウル - 新村間の阿峴トンネル付近で工事中のクレーンが転倒し、線路を塞ぐ事故が発生し、一時不通となる。
- 2012年12月15日 - 龍山線加佐 - 孔徳間の開通に伴い、加佐 - デジタルメディアシティ間が複々線化（龍山線の線路を増設）。同時に加佐駅に地下乗り場が開業し、龍山線孔徳駅発着列車が設定される。
- 2014年5月4日 - 文山 - 都羅山駅間の通勤列車が4月30日を以て廃止され、ソウル - 都羅山間の平和列車（DMZ-train）が運行を開始。
- 2014年10月25日 - 江梅駅が再開業。
- 2014年12月27日 - 龍山線孔徳 - 龍山間の開通に伴い、首都圏電鉄京義線と首都圏電鉄中央線の相互直通運転を開始。両路線の系統が統合され、首都圏電鉄京義・中央線となる。
- 2015年10月31日 - 野塘駅が開業。
- 2018年11月30日 - 南北鉄道共同調査のため、2008年の貨物列車運休以来、10年ぶりに軍事境界線を越えて列車が運行される。
- 2019年10月2日 - アフリカ豚熱拡散に対する対策の一環として、平和列車の運行を無期限休止[8]。
- 2020年3月28日 - 広域電鉄運行区間を臨津江駅まで延伸。雲泉駅を一時廃止。
- 2021年12月11日 - 広域電鉄運行区間を都羅山駅まで延伸（土休日1本のみ）。これにより、韓国区間の京義線全線が電化され、韓国区間の京義線全線で首都圏電鉄京義・中央線が運行されるようになった。
- 2022年12月17日 - 雲泉駅に広域電鉄の電車が停車開始。
- 2023年12月28日 - 平和列車（DMZ-train）の運行を終了。
- 2024年8月9日 - 電鉄線の車両を使用しての、都羅山シャトル列車の運行が再開される[9]。

## 韓国側の運行形態
各駅停車の地域輸送のほか、優等列車のKTXもある。沿線には水色駅に隣接してソウル客車事務所・機関車事務所（日本で言う機関区、車両区）があるため、ソウル駅や龍山駅発着の一般列車の回送車両が水色駅まで数多く走る。また、江梅駅から幸信駅にかけてはKTX（韓国高速鉄道）の高陽車両事務所も隣接しており、KTXの回送車両も頻繁に走る。
2009年7月1日には首都圏電鉄京義線（現：首都圏電鉄京義・中央線）が開業した。

### DMZ-train（平和列車）
2014年5月4日より運行を開始した観光列車。車両は9501系気動車を改造した特別車両で、車体には汽車のイラストなどがラッピングされている。文山以北の駅へはこの列車のみ乗り入れる。日によっては運休する場合がある。アフリカ豚熱の拡散防止対策に伴い、2019年10月2日から無期限で運休となっている。2021年11月27日に首都圏電鉄京義・中央線が都羅山駅まで延伸される予定だったが、韓国国内における新型コロナウイルス感染拡大により、民間人出入統制区域内への新型コロナウイルス感染拡大防止のため、延伸開業が延期となったが、2021年12月11日に広域電鉄運行区間が都羅山駅まで延伸された（土休日1本のみ）。しかし、2023年12月28日に9501系気動車の老朽化によりDMZ-train（平和列車）そのものが廃止された。
停車駅
龍山（京釜線） - ソウル - 文山 - 雲泉 - 臨津江 - 都羅山

#### 通勤列車
かつて、京義線の地域輸送は通勤列車（旧トンイル号）とよばれる気動車による運行で、1時間に1本、18往復運転されていた（ソウル・臨津江発はともに毎時50分、うち2往復はソウル - 文山間）。このほか、平日と土曜日には朝の上り2本が増発されていた（文山・臨津江発ともに1本ずつ）。列車は通常5両編成であり、朝ラッシュ時には2編成を連結した10両で運転されていた。料金は全区間均一の1400ウォン。1990年代の沿線でのニュータウン開発に伴う利用者増加を受けて2000年8月14日に炭峴駅が、2004年10月31日に臨時乗降場である金陵駅と雲泉駅が新設された。
気動車は1997年から導入されたもので、それまでは全車自由席の客車トンイル号により毎時1本程度運転されていた。
2002年の都羅山開業から2008年1月のセマウル号運行形態変更までは、1日3往復がソウル - 都羅山間を運転していた。そのほか、郊外線の列車（気動車3両編成）がソウル・新村 - 陵谷間で3往復乗り入れていたが、2004年3月31日付けで運行休止となった。
2009年の首都圏電鉄京義線開業により、通勤列車の運行区間が文山 - 臨津江間に短縮され、都羅山行きセマウル号の廃止により、一部列車が再び都羅山へ乗り入れるようになった。
2014年4月30日、文山以北、都羅山方面へのアクセスを、9501系気動車を改造した観光列車「DMZ-train」に置き換え、通勤列車は廃止された。

### KTX
ソウル・龍山 - 幸信の間でKTX車両による旅客運行も行われている。これは高陽車両基地への回送運転を利用したもので、開業時の2004年4月1日より運行が開始された。途中駅は全て通過する（龍山発着系統の一部列車はソウル駅も通過する）。
2014年6月から2018年3月までは、水色直結線を経て空港鉄道に直通するKTXも当路線を経由していた。こちらも京義線内の途中駅は無停車であった。

### セマウル号
長らく優等列車（セマウル号、ムグンファ号）の運行は行われていなかったが、2006年11月1日のダイヤ改定でソウル駅と臨津江駅との間で平日朝夕のみ1日2往復セマウル号の運行を開始した。しかし利用者が伸び悩んだため、2008年1月に1往復に減便。DMZ観光を主として、朝にソウルを発車し都羅山へ向かい、日中はそれまで通勤列車が行っていた臨津江 - 都羅山間の運転を引き継いでこの区間だけ2往復半し（1本は回送）、夕方に都羅山を発車しソウルへ着くダイヤとなっていた。料金は均一2000ウォン（登場時は5000ウォン）、ただし、文山 - 都羅山間のみは1000ウォンだった。DMZ観光が休みとなる月曜日は運休されていた。車両は長項線系統で用いられていた6両編成を使用していた。2009年7月1日、京義電鉄線開業により廃止。
停車駅（廃止前）
ソウル - 新村 - 水色 - 幸信 - 一山 - 金村 - 文山 - 臨津江 - 都羅山
停車駅（登場時）
ソウル - 一山 - 金村 - 文山 - 臨津江 - 都羅山

### 再連結事業

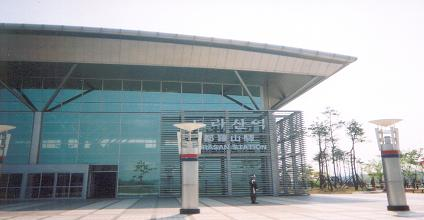
都羅山駅

2000年6月の金大中と金正日による南北首脳会談によって、分断された南北の京義線を再接続する話が浮上し、双方で着工した。韓国側では2001年9月30日に文山駅 - 臨津江駅間の6.0kmが開業、2002年2月12日に臨津江駅 - 都羅山駅間の3.7kmが開業した。2003年6月14日には京義線と東海北部線（東海線）の南北の鉄道連結式が行われた。2007年5月17日に試運転が行われ、同年12月11日より定期貨物列車（1日1往復）の運行が始まった。しかし、情勢悪化などにより、2008年11月28日をもって再度運行休止となった。

### 路線データ
- 路線距離：56.0km
- 軌間：1435mm（標準軌）
- 駅数：23（起終点駅を含む）
- 複々線区間：加佐駅 - 陵谷駅 (10.6km)
- 複線区間：ソウル駅 - 加佐駅、陵谷駅 - 文山駅 (35.7km)
- 電化区間：全線（交流25kv, 60Hz）

## 駅一覧
- ●：全列車停車、▲：一部列車停車、|：全列車通過
- 緩行、中央急行（水色 - 文山間は下りのみ設定）は各駅停車であるため省略。
- 2021年12月11日から韓国区間の京義線全線で首都圏電鉄京義・中央線が運行されているが、ソウル駅を起点として記述する。

| 駅番号                                                                       | 駅名                                                                         | 駅名                                                                         | 駅名                                                                         | 駅間キロ (km)                                                                | 累計キロ (km)                                                                | 駅 等級                                                                      | 駅種別                                                                       | KTX                                                                          | KTX                                                                          | 龍山急行                                                                     | 京義急行                                                                     | 接続路線 | 接続路線 | 接続路線 | 所在地                                                                       | 所在地                                                                       | 所在地                                                                       |                                                                              |
| 駅番号                                                                       | 日本語                                                                       | ハングル                                                                     | 英語                                                                         | 駅間キロ (km)                                                                | 累計キロ (km)                                                                | 駅 等級                                                                      | 駅種別                                                                       | 京釜高速鉄道直通                                                             | 湖南高速鉄道直通                                                             | 龍山急行                                                                     | 京義急行                                                                     | 接続路線 | 接続路線 | 接続路線 | 所在地                                                                       | 所在地                                                                       | 所在地                                                                       |                                                                              |
| ソウル駅発着の列車を除き加佐駅から龍山線・京元線経由中央線砥平駅まで直通運転 | ソウル駅発着の列車を除き加佐駅から龍山線・京元線経由中央線砥平駅まで直通運転 | ソウル駅発着の列車を除き加佐駅から龍山線・京元線経由中央線砥平駅まで直通運転 | ソウル駅発着の列車を除き加佐駅から龍山線・京元線経由中央線砥平駅まで直通運転 | ソウル駅発着の列車を除き加佐駅から龍山線・京元線経由中央線砥平駅まで直通運転 | ソウル駅発着の列車を除き加佐駅から龍山線・京元線経由中央線砥平駅まで直通運転 | ソウル駅発着の列車を除き加佐駅から龍山線・京元線経由中央線砥平駅まで直通運転 | ソウル駅発着の列車を除き加佐駅から龍山線・京元線経由中央線砥平駅まで直通運転 | ソウル駅発着の列車を除き加佐駅から龍山線・京元線経由中央線砥平駅まで直通運転 | ソウル駅発着の列車を除き加佐駅から龍山線・京元線経由中央線砥平駅まで直通運転 | ソウル駅発着の列車を除き加佐駅から龍山線・京元線経由中央線砥平駅まで直通運転 | ソウル駅発着の列車を除き加佐駅から龍山線・京元線経由中央線砥平駅まで直通運転 | ソウル駅発着の列車を除き加佐駅から龍山線・京元線経由中央線砥平駅まで直通運転                                                       | ソウル駅発着の列車を除き加佐駅から龍山線・京元線経由中央線砥平駅まで直通運転                                                       | ソウル駅発着の列車を除き加佐駅から龍山線・京元線経由中央線砥平駅まで直通運転                                                       | ソウル駅発着の列車を除き加佐駅から龍山線・京元線経由中央線砥平駅まで直通運転 | ソウル駅発着の列車を除き加佐駅から龍山線・京元線経由中央線砥平駅まで直通運転 | ソウル駅発着の列車を除き加佐駅から龍山線・京元線経由中央線砥平駅まで直通運転 | ソウル駅発着の列車を除き加佐駅から龍山線・京元線経由中央線砥平駅まで直通運転 |
| ---------------------------------------------------------------------------- | ---------------------------------------------------------------------------- | ---------------------------------------------------------------------------- | ---------------------------------------------------------------------------- | ---------------------------------------------------------------------------- | ---------------------------------------------------------------------------- | ---------------------------------------------------------------------------- | ---------------------------------------------------------------------------- | ---------------------------------------------------------------------------- | ---------------------------------------------------------------------------- | ---------------------------------------------------------------------------- | ---------------------------------------------------------------------------- | --- | --- | --- | ---------------------------------------------------------------------------- | ---------------------------------------------------------------------------- | ---------------------------------------------------------------------------- | ---------------------------------------------------------------------------- |
| P313                                                                         | ソウル駅                                                                     | 서울역                                                                       | Seoul                                                                        | 0.0                                                                          | 0.0                                                                          | 特1級                                                                        | グループ代表駅                                                               | ●                                                                            | ▲                                                                            | 運行なし（龍山線へ直通）                                                     | ●                                                                            | 韓国鉄道公社：KTX・京釜線 · 首都圏電鉄1号線 (133) · ソウル交通公社： 1号線 (133)・ 4号線 (426) · 空港鉄道： 仁川国際空港鉄道 (A01) | 韓国鉄道公社：KTX・京釜線 · 首都圏電鉄1号線 (133) · ソウル交通公社： 1号線 (133)・ 4号線 (426) · 空港鉄道： 仁川国際空港鉄道 (A01) | 韓国鉄道公社：KTX・京釜線 · 首都圏電鉄1号線 (133) · ソウル交通公社： 1号線 (133)・ 4号線 (426) · 空港鉄道： 仁川国際空港鉄道 (A01) | ソウル特別市                                                                 | 龍山区                                                                       | 龍山区                                                                       |                                                                              |
| P314                                                                         | 新村駅                                                                       | 신촌역                                                                       | Sinchon                                                                      | 3.1                                                                          | 3.1                                                                          | 3級                                                                          | 普通駅                                                                       | \|                                                                           | \|                                                                           | 運行なし（龍山線へ直通）                                                     | ●                                                                            | | | | ソウル特別市                                                                 | 西大門区                                                                     | 西大門区                                                                     |                                                                              |
| K315                                                                         | 加佐駅                                                                       | 가좌역                                                                       | Gajwa                                                                        | 2.7                                                                          | 5.8                                                                          | 3級                                                                          | 普通駅                                                                       | \|                                                                           | \|                                                                           | ●                                                                            | ●                                                                            | 韓国鉄道公社： 龍山線（直通運転） · 水色客車出発線                                                                                 | 韓国鉄道公社： 龍山線（直通運転） · 水色客車出発線                                                                                 | 韓国鉄道公社： 龍山線（直通運転） · 水色客車出発線                                                                                 | ソウル特別市                                                                 | 西大門区                                                                     | 西大門区                                                                     |                                                                              |
| K316                                                                         | デジタルメディアシティ駅                                                     | 디지털미디어시티역                                                           | Digital Media City                                                           | 1.7                                                                          | 7.5                                                                          | 配置簡易駅                                                                   | 配置簡易駅                                                                   | \|                                                                           | \|                                                                           | ●                                                                            | ●                                                                            | ソウル交通公社： 6号線 (618) · KORAIL空港鉄道： 仁川国際空港鉄道 (A04)                                                             | ソウル交通公社： 6号線 (618) · KORAIL空港鉄道： 仁川国際空港鉄道 (A04)                                                             | ソウル交通公社： 6号線 (618) · KORAIL空港鉄道： 仁川国際空港鉄道 (A04)                                                             | ソウル特別市                                                                 | 恩平区                                                                       | 恩平区                                                                       |                                                                              |
| K317                                                                         | 水色駅                                                                       | 수색역                                                                       | Susaek                                                                       | 0.6                                                                          | 8.1                                                                          | 1級                                                                          | 管理駅                                                                       | \|                                                                           | \|                                                                           | \|                                                                           | \|                                                                           | | | | ソウル特別市                                                                 | 恩平区                                                                       | 恩平区                                                                       |                                                                              |
|                                                                              | 水色直結線分岐                                                               | 수색직결선분기                                                               |                                                                              | 0.7                                                                          | 8.8                                                                          | 分岐点                                                                       | 分岐点                                                                       | \|                                                                           | \|                                                                           | \|                                                                           | \|                                                                           | 韓国鉄道公社：水色直結線（旅客営業なし）                                                                                           | 韓国鉄道公社：水色直結線（旅客営業なし）                                                                                           | 韓国鉄道公社：水色直結線（旅客営業なし）                                                                                           | ソウル特別市                                                                 | 恩平区                                                                       | 恩平区                                                                       |                                                                              |
| K318                                                                         | 韓国航空大駅                                                                 | 한국항공대역                                                                 | Korea Aerospace Univ.                                                        | 2.7                                                                          | 11.5                                                                         | 3級                                                                          | 普通駅                                                                       | \|                                                                           | \|                                                                           | \|                                                                           | \|                                                                           | | | | 京畿道                                                                       | 高陽市                                                                       | 徳陽区                                                                       |                                                                              |
| K319                                                                         | 江梅駅                                                                       | 강매역                                                                       | Gangmae                                                                      | 2.6                                                                          | 14.1                                                                         | 乙種代売所                                                                   | 乙種代売所                                                                   | \|                                                                           | \|                                                                           | \|                                                                           | \|                                                                           | | | | 京畿道                                                                       | 高陽市                                                                       | 徳陽区                                                                       |                                                                              |
|                                                                              | 高陽基地線分岐                                                               | 고양기지선분기                                                               |                                                                              | 0.3                                                                          | 14.4                                                                         | 分岐点                                                                       | 分岐点                                                                       | \|                                                                           | \|                                                                           | \|                                                                           | \|                                                                           | | | | 京畿道                                                                       | 高陽市                                                                       | 徳陽区                                                                       |                                                                              |
| K320                                                                         | 幸信駅                                                                       | 행신역                                                                       | Haengsin                                                                     | 0.5                                                                          | 14.9                                                                         | 配置簡易駅                                                                   | 配置簡易駅                                                                   | ●                                                                            | ●                                                                            | ●                                                                            | ●                                                                            | 韓国鉄道公社：KTX | 韓国鉄道公社：KTX | 韓国鉄道公社：KTX | 京畿道                                                                       | 高陽市                                                                       | 徳陽区                                                                       |                                                                              |
| K321                                                                         | 陵谷駅                                                                       | 능곡역                                                                       | Neunggok                                                                     | 1.5                                                                          | 16.4                                                                         | 3級                                                                          | 普通駅                                                                       | 運行なし                                                                     | 運行なし                                                                     | \|                                                                           | \|                                                                           | | 西海線 供用区間 | 韓国鉄道公社：郊外線 · 韓国鉄道公社： 西海線 (S12)                                                                                 | 京畿道                                                                       | 高陽市                                                                       | 徳陽区                                                                       |                                                                              |
| K322                                                                         | 大谷駅                                                                       | 대곡역                                                                       | Daegok                                                                       | 1.8                                                                          | 18.2                                                                         | 2級                                                                          | 配置簡易駅                                                                   | 運行なし                                                                     | 運行なし                                                                     | ●                                                                            | ●                                                                            | 韓国鉄道公社： 首都圏電鉄3号線（一山線） (315) · 郊外線 · 韓国鉄道公社： 西海線 (S11)                                              | 西海線 供用区間 | | 京畿道                                                                       | 高陽市                                                                       | 徳陽区                                                                       |                                                                              |
| K323                                                                         | 谷山駅                                                                       | 곡산역                                                                       | Goksan                                                                       | 1.7                                                                          | 19.9                                                                         | 無配置簡易駅                                                                 | 無配置簡易駅                                                                 | 運行なし                                                                     | 運行なし                                                                     | \|                                                                           | \|                                                                           | | 西海線 供用区間 | 一山東区 | 京畿道                                                                       | 高陽市                                                                       |                                                                              |                                                                              |
| K324                                                                         | 白馬駅                                                                       | 백마역                                                                       | Baengma                                                                      | 1.6                                                                          | 21.5                                                                         | 3級                                                                          | 配置簡易駅                                                                   | 運行なし                                                                     | 運行なし                                                                     | ●                                                                            | ●                                                                            | | 西海線 供用区間 | 一山東区 | 京畿道                                                                       | 高陽市                                                                       |                                                                              |                                                                              |
| K325                                                                         | 楓山駅 (エニッコル)                                                          | 풍산역 (애니골)                                                              | Pungsan (Anygol)                                                             | 1.7                                                                          | 23.2                                                                         | 無配置簡易駅                                                                 | 無配置簡易駅                                                                 | 運行なし                                                                     | 運行なし                                                                     | \|                                                                           | \|                                                                           | | 西海線 供用区間 | 一山東区 | 京畿道                                                                       | 高陽市                                                                       |                                                                              |                                                                              |
| K326                                                                         | 一山駅                                                                       | 일산역                                                                       | Ilsan                                                                        | 1.9                                                                          | 25.1                                                                         | 3級                                                                          | 普通駅                                                                       | 運行なし                                                                     | 運行なし                                                                     | ●                                                                            | ●                                                                            | 韓国鉄道公社： 西海線 (S07) | 西海線 供用区間 | 一山西区 | 京畿道                                                                       | 高陽市                                                                       |                                                                              |                                                                              |
| K327                                                                         | 炭峴駅                                                                       | 탄현역                                                                       | Tanhyeon                                                                     | 1.7                                                                          | 26.8                                                                         | 無配置簡易駅                                                                 | 無配置簡易駅                                                                 | 運行なし                                                                     | 運行なし                                                                     | ●                                                                            | ●                                                                            | | | | 京畿道                                                                       | 高陽市                                                                       |                                                                              |                                                                              |
| K328                                                                         | 野塘駅                                                                       | 야당역                                                                       | Yadang                                                                       | 2.1                                                                          | 28.9                                                                         | 無配置簡易駅                                                                 | 無配置簡易駅                                                                 | 運行なし                                                                     | 運行なし                                                                     | ●                                                                            | ●                                                                            | | | | 京畿道                                                                       | 坡州市                                                                       | 坡州市                                                                       |                                                                              |
| K329                                                                         | 雲井駅                                                                       | 운정역                                                                       | Unjeong                                                                      | 1.5                                                                          | 30.4                                                                         | 配置簡易駅                                                                   | 配置簡易駅                                                                   | 運行なし                                                                     | 運行なし                                                                     | ●                                                                            | ●                                                                            | | | | 京畿道                                                                       | 坡州市                                                                       | 坡州市                                                                       |                                                                              |
| K330                                                                         | 金陵駅                                                                       | 금릉역                                                                       | Geumneung                                                                    | 3.1                                                                          | 33.5                                                                         | 無配置簡易駅                                                                 | 無配置簡易駅                                                                 | 運行なし                                                                     | 運行なし                                                                     | ●                                                                            | \|                                                                           | | | | 京畿道                                                                       | 坡州市                                                                       | 坡州市                                                                       |                                                                              |
| K331                                                                         | 金村駅                                                                       | 금촌역                                                                       | Geumchon                                                                     | 2.1                                                                          | 35.6                                                                         | 3級                                                                          | 普通駅                                                                       | 運行なし                                                                     | 運行なし                                                                     | ●                                                                            | ●                                                                            | | | | 京畿道                                                                       | 坡州市                                                                       | 坡州市                                                                       |                                                                              |
| K333                                                                         | 月籠駅                                                                       | 월롱역                                                                       | Wollong                                                                      | 4.1                                                                          | 39.7                                                                         | 無配置簡易駅                                                                 | 無配置簡易駅                                                                 | 運行なし                                                                     | 運行なし                                                                     | \|                                                                           | \|                                                                           | | | | 京畿道                                                                       | 坡州市                                                                       | 坡州市                                                                       |                                                                              |
| K334                                                                         | 坡州駅 (斗元大学)                                                            | 파주역 (두원대학)                                                            | Paju (Doowon Technical College)                                              | 2.2                                                                          | 41.9                                                                         | 無配置簡易駅                                                                 | 無配置簡易駅                                                                 | 運行なし                                                                     | 運行なし                                                                     | \|                                                                           | \|                                                                           | | | | 京畿道                                                                       | 坡州市                                                                       | 坡州市                                                                       |                                                                              |
| K335                                                                         | 文山駅                                                                       | 문산역                                                                       | Munsan                                                                       | 4.4                                                                          | 46.3                                                                         | 3級                                                                          | 普通駅                                                                       | 運行なし                                                                     | 運行なし                                                                     | ●                                                                            | ●                                                                            | | | | 京畿道                                                                       | 坡州市                                                                       | 坡州市                                                                       |                                                                              |
| K336                                                                         | 雲泉駅                                                                       | 운천역                                                                       | Uncheon                                                                      | 3.7                                                                          | 50.0                                                                         | 無配置簡易駅                                                                 | 無配置簡易駅                                                                 | 運行なし                                                                     | 運行なし                                                                     | 運行なし                                                                     | 運行なし                                                                     | | | | 京畿道                                                                       | 坡州市                                                                       | 坡州市                                                                       |                                                                              |
| K337                                                                         | 臨津江駅                                                                     | 임진강역                                                                     | Imjingang                                                                    | 6.0                                                                          | 52.3                                                                         | 3級                                                                          | 普通駅                                                                       | 運行なし                                                                     | 運行なし                                                                     | 運行なし                                                                     | 運行なし                                                                     | | | | 京畿道                                                                       | 坡州市                                                                       | 坡州市                                                                       |                                                                              |
| K338                                                                         | 都羅山駅                                                                     | 도라산역                                                                     | Dorasan                                                                      | 3.7                                                                          | 56.0                                                                         | 2級                                                                          | グループ代表駅                                                               | 運行なし                                                                     | 運行なし                                                                     | 運行なし                                                                     | 運行なし                                                                     | 北朝鮮鉄道省：平釜線 | 北朝鮮鉄道省：平釜線 | 北朝鮮鉄道省：平釜線 | 京畿道                                                                       | 坡州市                                                                       | 坡州市                                                                       |                                                                              |

- ソウル - 臨津江間の広域電鉄と、臨津江 - 都羅山間の広域電鉄と、龍山・ソウル - 幸信間のKTXとは料金体制も全く別となっている。
- 臨津江駅 - 都羅山駅間は民間人出入統制区域内にある（鉄道敷地の両側を鉄条網で囲んである）。このため、臨津江駅 - 都羅山駅間では首都圏電鉄の首都圏統合料金制が適用されない。
- 朝鮮戦争前には文山駅 - 開城駅の間に臨津駅（現在の臨津江駅の近く）・長湍駅（現在の都羅山駅から北へ約1km）が存在した。休戦で路線分断が固定化するとともにこれらの駅は廃止され、後に復旧工事で韓国側に臨津江・都羅山駅が、北朝鮮側に板門・孫河駅が新設された。また、線路自体も元の線路より少し西の方に移設されている。

### 使用車両
- KTX-I・KTX-山川（ソウル駅・龍山駅 - 幸信駅、途中停車駅なし）
- 331000系通勤型電車 (2009年7月の電鉄線開業時より営業開始)
- 319000系通勤型電車

#### 過去の使用車両
- 9501系気動車（CDC）（平和列車）

## 北朝鮮側の現状
都羅山 - 平壌間については平釜線、平壌 - 新義州間は平義線の項目を参照。